# 藤林敬三
藤林敬三（日语：／，1900年11月8日—1962年9月15日），是日本的经济学家，1960年3月出任中央劳动委员会委员长，努力解决了三井三池争议等重大劳动纠纷。